# Savigny-le-Vieux
Pour les articles homonymes, voir Savigny.
Savigny-le-Vieux est une commune française, située dans le département de la Manche en région Normandie, peuplée de 402 habitants.
Elle fait partie des villages labellisés Village Patrimoine, qui œuvrent à mettre en avant leurs patrimoines matériels et/ou immatériels (historique, culturel, naturel, architectural, etc.).

## Géographie

### Localisation
La commune est au sud-est de l'Avranchin, aux confins du Coglais et du Bas-Maine. Son bourg est à 6 km au nord de Landivy, à 8 km au sud de Saint-Hilaire-du-Harcouët et à 8,5 km au nord-est de Louvigné-du-Désert. Elle est donc précisément au croisement de trois grandes régions historiques, la Normandie, la Bretagne et le Maine.
Il ne faut pas la confondre avec la commune de Savigny (Manche), située dans le centre du département.
Le point culminant (220 m) se situe en limite est, près de la chapelle oratoire de Notre-Dame-de-Pitié. Le point le plus bas (87 m) correspond à la sortie de l'Airon du territoire, au nord-ouest. La commune est bocagère.
| Moulines, Les Loges-Marchis | Moulines          | Saint-Symphorien-des-Monts, Buais |
| Les Loges-Marchis           | Savigny-le-Vieux  | Buais                             |
| Landivy (Mayenne)           | Landivy (Mayenne) | Buais                             |

### Hydrographie
La commune est située dans le bassin Seine-Normandie. Elle est drainée par l'Airon, un bras de l'Airon, le ruisseau du Moulin du Pré, le ruisseau d'Alence, le cours d'eau 01 de la Cottinière, le cours d'eau 01 de la Mare Monsieur, le cours d'eau 01 de l'Orinière, le cours d'eau 02 de l'Étang des Roches, le cours d'eau 02 de l'Orinière, le fossé 01 de la Basse Grimaudière, le fossé 01 de la Haute Forêt, le fossé 01 de la Jamondière, le fossé 01 du Bas-Plochin, le fossé 01 du Chalange, le fossé 01 du Lancoir, le fossé 01 du Meslerais, le fossé 04 du Gué, le fossé 30 de la Vallée, le ruisseau de l'Étang, le ruisseau de Noire Eau et divers autres petits cours d'eau,.
L'Airon, d'une longueur de 42 km, prend sa source dans la commune de Saint-Berthevin-la-Tannière et se jette  dans la Sélune à Saint-Hilaire-du-Harcouët, après avoir traversé douze communes. 
Le ruisseau du Moulin du Pré, d'une longueur de 15 km, prend sa source dans la commune de Fougerolles-du-Plessis et se jette  dans un bras de l'Airon à Landivy, après avoir traversé cinq communes. 

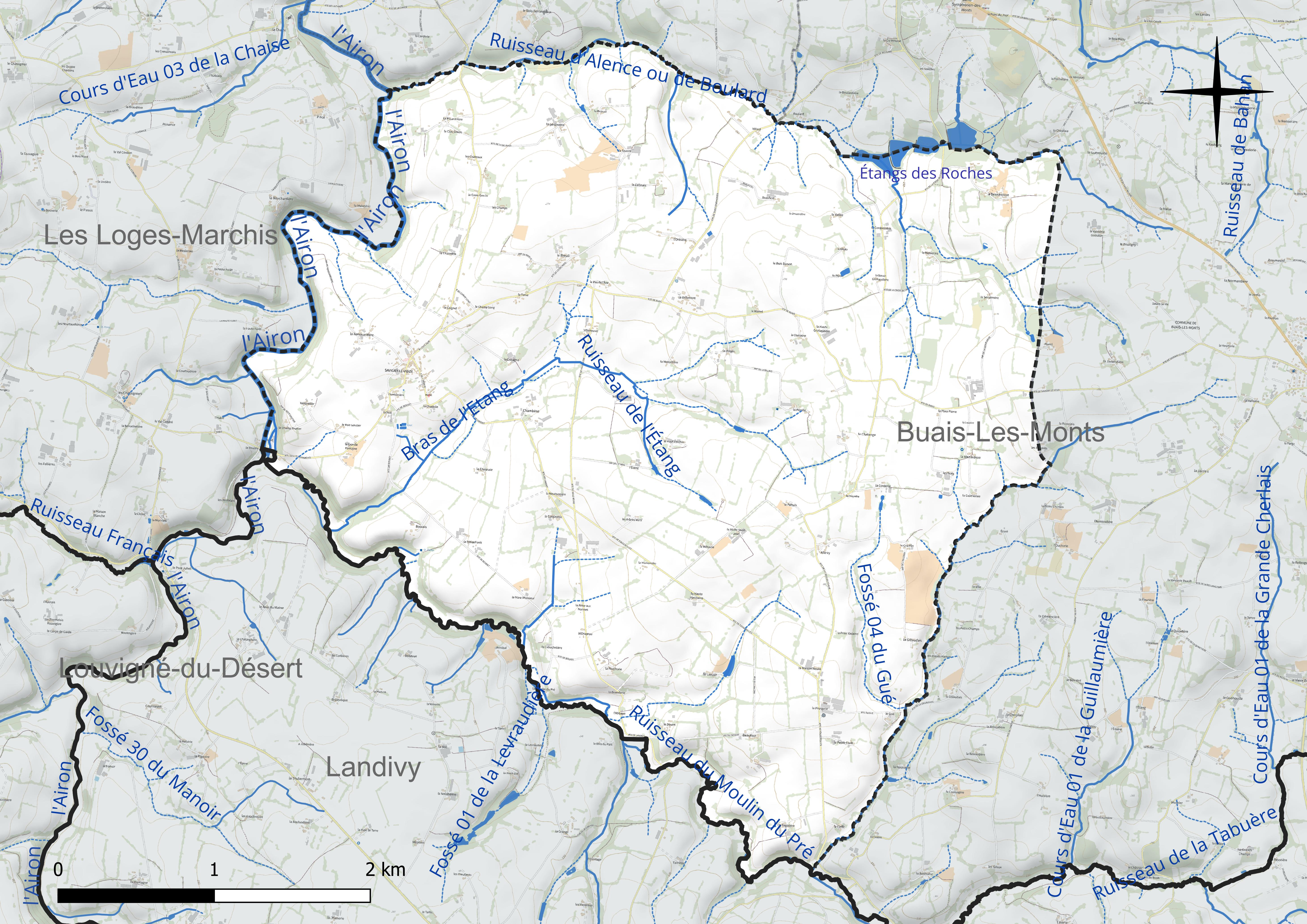
Réseau hydrographique de Savigny-le-Vieux.

Un plan d'eau complète le réseau hydrographique : les étangs des Roches, d'une superficie totale de 4,9 ha (2,7 ha sur la commune),.

### Climat
Pour des articles plus généraux, voir Climat de la Normandie et Climat de la Manche.
En 2010, le climat de la commune est de type climat océanique franc, selon une étude du CNRS s'appuyant sur une série de données couvrant la période 1971-2000. En 2020, Météo-France publie une typologie des climats de la France métropolitaine dans laquelle la commune est exposée à un climat océanique et est dans la région climatique  Bretagne orientale et méridionale, Pays nantais, Vendée, caractérisée par une faible pluviométrie en été et une bonne insolation. Parallèlement le GIEC normand, un groupe régional d’experts sur le climat, différencie quant à lui, dans une étude de 2020, trois grands types de climats pour la région Normandie, nuancés à une échelle plus fine par les facteurs géographiques locaux. La commune est, selon ce zonage, exposée à un « climat contrasté des collines », correspondant au Bocage normand, bien arrosé, voire très arrosé sur les reliefs les plus exposés au flux d’ouest, et frais en raison de l’altitude.
Pour la période 1971-2000, la température annuelle moyenne est de 10,8 °C, avec une amplitude thermique annuelle de 13,1 °C. Le cumul annuel moyen de précipitations est de 947 mm, avec 14 jours de précipitations en janvier et 8,3 jours en juillet. Pour la période 1991-2020, la température moyenne annuelle observée sur la station météorologique la plus proche, située sur la commune de Saint-Hilaire-du-Harcouët à 7 km à vol d'oiseau, est de 11,5 °C et le cumul annuel moyen de précipitations est de 929,5 mm,. Pour l'avenir, les paramètres climatiques de la commune estimés pour 2050 selon différents scénarios d’émission de gaz à effet de serre sont consultables sur un site dédié publié par Météo-France en novembre 2022.

## Urbanisme

### Typologie
Au 1er janvier 2024, Savigny-le-Vieux est catégorisée commune rurale à habitat très dispersé, selon la nouvelle grille communale de densité à sept niveaux définie par l'Insee en 2022.
Elle est située hors unité urbaine. Par ailleurs la commune fait partie de l'aire d'attraction de Saint-Hilaire-du-Harcouët, dont elle est une commune de la couronne,. Cette aire, qui regroupe 8 communes, est catégorisée dans les aires de moins de 50 000 habitants,.

### Occupation des sols
L'occupation des sols de la commune, telle qu'elle ressort de la base de données européenne d’occupation biophysique des sols Corine Land Cover (CLC), est marquée par l'importance des territoires agricoles (98,1 % en 2018), une proportion identique à celle de 1990 (98,1 %). La répartition détaillée en 2018 est la suivante : prairies (45,7 %), zones agricoles hétérogènes (44,9 %), terres arables (7,5 %), forêts (1,9 %). L'évolution de l’occupation des sols de la commune et de ses infrastructures peut être observée sur les différentes représentations cartographiques du territoire : la carte de Cassini (XVIIIe siècle), la carte d'état-major (1820-1866) et les cartes ou photos aériennes de l'IGN pour la période actuelle (1950 à aujourd'hui).

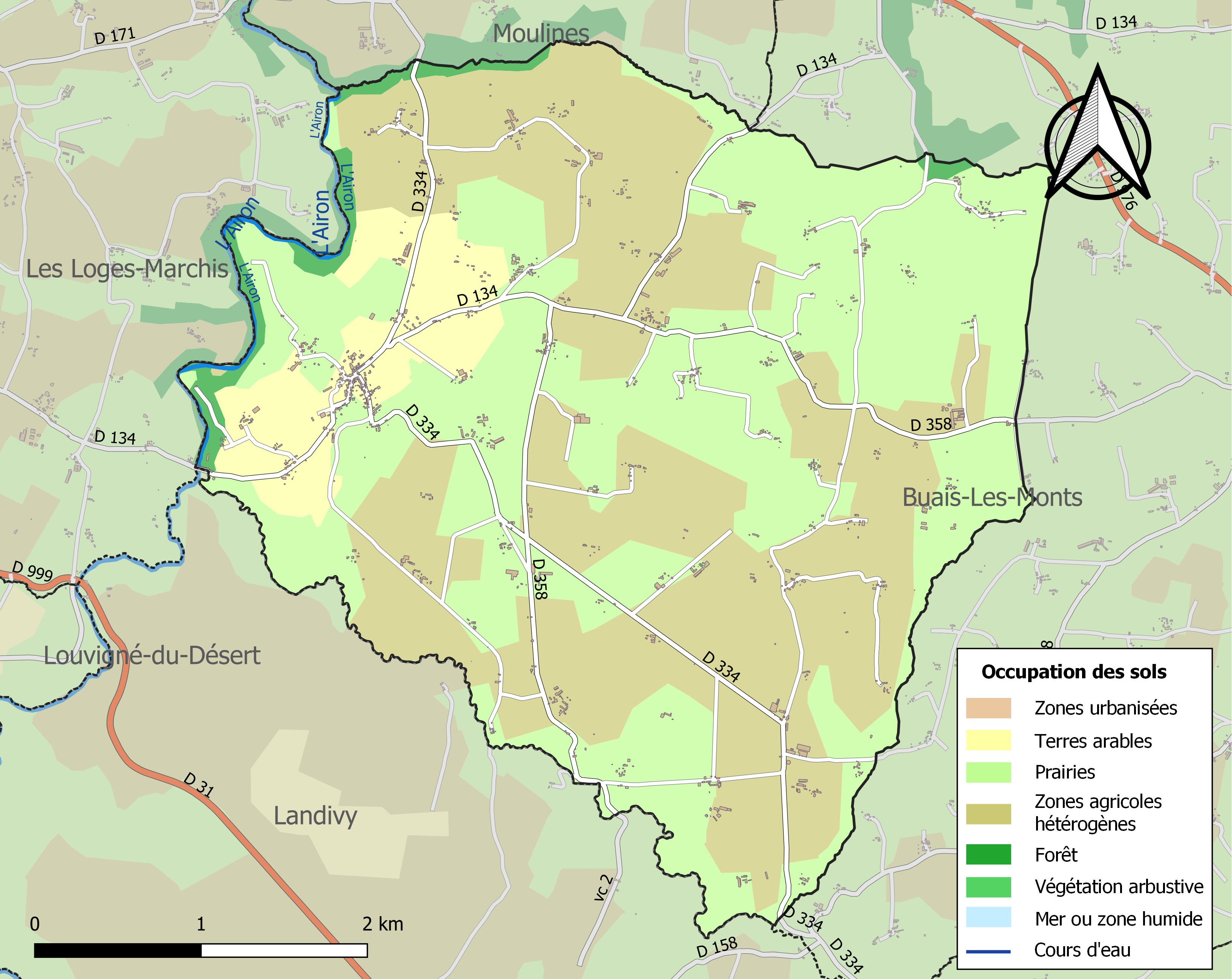
Carte des infrastructures et de l'occupation des sols de la commune en 2018 (CLC).

## Toponymie
Le toponyme est attesté sous les formes Saviniacum vers 1055, de Veteri Savigneio en 1229, Veteris Savigneii en 1251, le Veil Savigny 1398, Savigny en 1793, Vieux-Savigny en 1801, puis Savigny-le-Vieux.
Le toponyme est issu de l'anthroponyme latin Sabinius ou Sabinus, suivi du suffixe -acum, d'origine gauloise (-acon) et indiquant un lieu ou une propriété.
Le déterminant -le-Vieux distingue cette localité de l'autre Savigny (Manche), dans l'arrondissement de Coutances.
Le gentilé est Savigniens.

## Histoire

### Avant la Révolution
À la sortie du village de Savigny se trouvait une importante abbaye. Fondée en 1112-1113 par Raoul de Fougères et son épouse Amicia pour l'ermite Vital de Mortain, elle devint abbaye-mère de l'ordre de Savigny et fut chef-d'ordre de 74 monastères. En 1147, elle s'affilia, avec tout l'ordre savignien, à l'ordre de Cîteaux, dont elle était spirituellement proche. Détruite et pillée, elle fut utilisée comme carrière de pierre après la Révolution française, mais les restes de l’abbaye ont été sauvés de la disparition complète au milieu du XIXe siècle. Les vestiges ont été cristallisés, mis en valeur et une maquette présente l’abbaye savignienne comme elle existait, au temps de son apogée. Le site, à quelques kilomètres du bourg, se trouve dans un cadre préservé, de collines et de vallons typique de ce territoire aux franges de la Bretagne et du Maine. 
Des spectacles historiques y sont parfois donnés.

### Chemin de fer
Savigny-le-Vieux fut desservie par la ligne de chemin de fer à voie métrique de Landivy à Saint-Hilaire-du-Harcouët exploitée par les Chemins de fer de la Manche (CFM) puis par les Chemins de fer départementaux de la Mayenne (CFDM). Cette ligne fut ouverte en 1909, interrompue durant la Première Guerre mondiale et ferma avant la Seconde Guerre mondiale.
Le train desservait la gare de Savigny-le-Vieux ainsi que les haltes des Ruines de l'abbaye et du Breil situées sur le territoire de la commune.

### Seconde Guerre mondiale

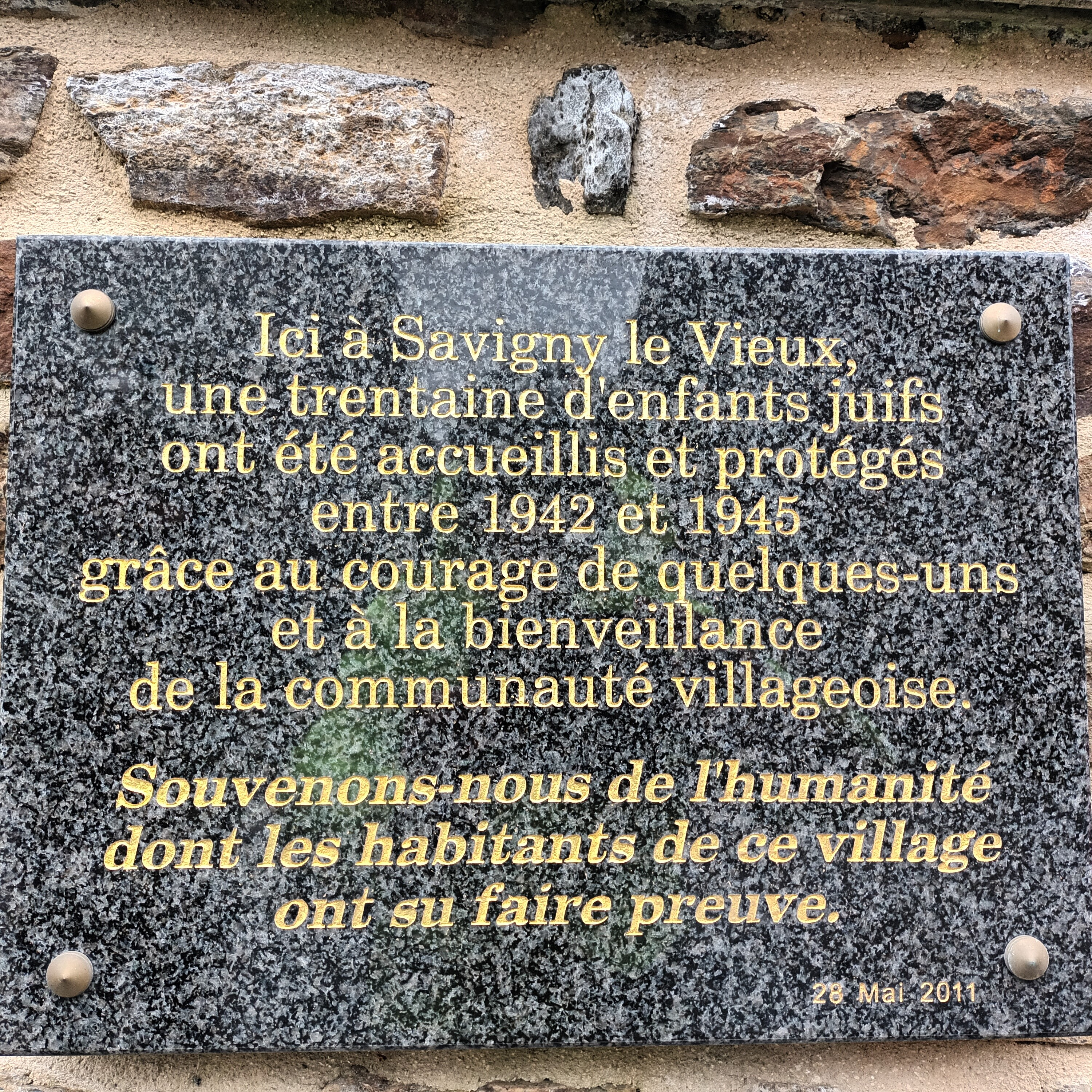
La plaque.

Pendant la Seconde Guerre mondiale, entre 1942 et 1945, une trentaine d'enfants juifs sont cachés par des familles de la commune. Une plaque rappelle cette page d'histoire. Lors de la bataille de Normandie, les combats de la bataille de Mortain se déroulèrent au nord du village.

## Héraldique
| Blason de Savigny-le-Vieux | Blason  | D'or à la tige de fougère feuillée de sept pièces de sinople, une lettre S capitale de sable brochant en pointe sur la tige, au chef ondé de gueules chargé de deux léopards affrontés du champ. |
| Blason de Savigny-le-Vieux | Détails | Les léopards d'or sur champ de gueules rappellent les armes de la Normandie. |

## Politique et administration
| Période                                  | Période      | Identité          | Étiquette | Qualité     |
| ---------------------------------------- | ------------ | ----------------- | --------- | ----------- |
| 1896                                     | 1901         | Jean Le Bigot     |           |             |
| 1901                                     | 1929         | Daniel Dupont     |           |             |
| 1929                                     | 1930         | Ange Belloir      |           |             |
| 1930                                     | 1944         | Adolphe Rigault   |           |             |
| 1945                                     | 1971         | François Belliard |           |             |
| 1971                                     | 1995         | René Lemonnier    |           |             |
| 1995                                     | mars 2008    | Roland Legrand    |           |             |
| mars 2008                                | février 2014 | André Belliard    | SE        | Agriculteur |
| avril 2014                               | En cours     | Patrick Lepeltier | SE        | Ouvrier     |
| Les données manquantes sont à compléter. |              |                   |           |             |

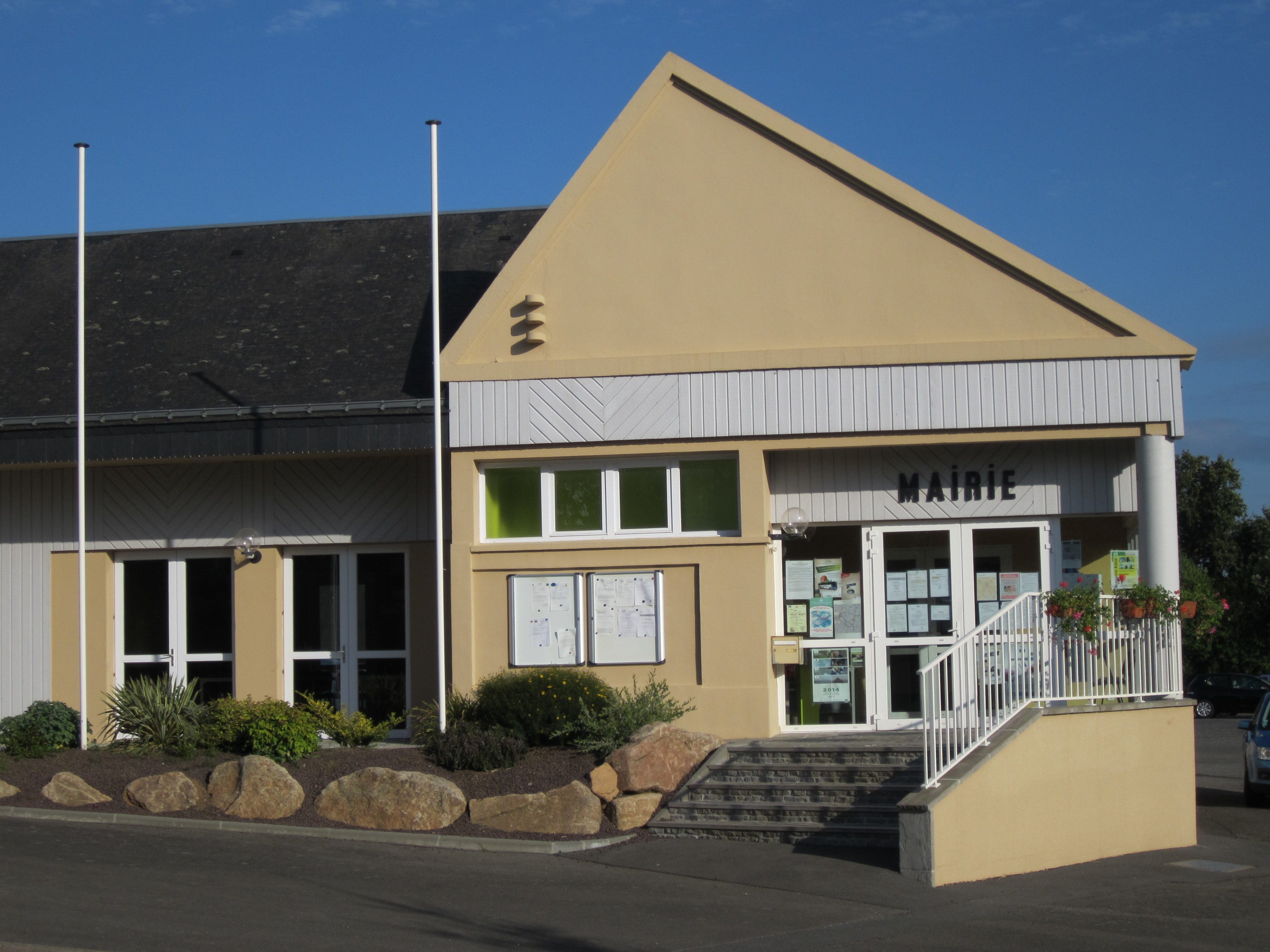
La mairie.

Le conseil municipal est composé de onze membres dont le maire et deux adjoints.

## Démographie
L'évolution du nombre d'habitants est connue à travers les recensements de la population effectués dans la commune depuis 1793. Pour les communes de moins de 10 000 habitants, une enquête de recensement portant sur toute la population est réalisée tous les cinq ans, les populations de référence des années intermédiaires étant quant à elles estimées par interpolation ou extrapolation. Pour la commune, le premier recensement exhaustif entrant dans le cadre du nouveau dispositif a été réalisé en 2005.
En 2022, la commune comptait 402 habitants, en évolution de −9,66 % par rapport à 2016 (Manche : −0,31 %, France hors Mayotte : +2,11 %).
Savigny-le-Vieux a compté jusqu'à 1 421 habitants en 1846.
| 1793  | 1800  | 1806  | 1821  | 1831  | 1836  | 1841  | 1846  | 1851  |
| ----- | ----- | ----- | ----- | ----- | ----- | ----- | ----- | ----- |
| 1 220 | 1 267 | 1 300 | 1 205 | 1 325 | 1 415 | 1 300 | 1 421 | 1 361 |

| 1856  | 1861  | 1866  | 1872  | 1876  | 1881  | 1886  | 1891  | 1896  |
| ----- | ----- | ----- | ----- | ----- | ----- | ----- | ----- | ----- |
| 1 360 | 1 307 | 1 256 | 1 215 | 1 218 | 1 213 | 1 138 | 1 108 | 1 113 |

| 1901  | 1906  | 1911  | 1921 | 1926 | 1931 | 1936 | 1946  | 1954 |
| ----- | ----- | ----- | ---- | ---- | ---- | ---- | ----- | ---- |
| 1 088 | 1 089 | 1 042 | 930  | 973  | 983  | 989  | 1 010 | 945  |

| 1962 | 1968 | 1975 | 1982 | 1990 | 1999 | 2005 | 2006 | 2010 |
| ---- | ---- | ---- | ---- | ---- | ---- | ---- | ---- | ---- |
| 890  | 825  | 723  | 652  | 561  | 494  | 454  | 437  | 422  |

| 2015 | 2020 | 2022 | - | - | - | - | - | - |
| ---- | ---- | ---- | - | - | - | - | - | - |
| 443  | 413  | 402  | - | - | - | - | - | - |

## Lieux et monuments

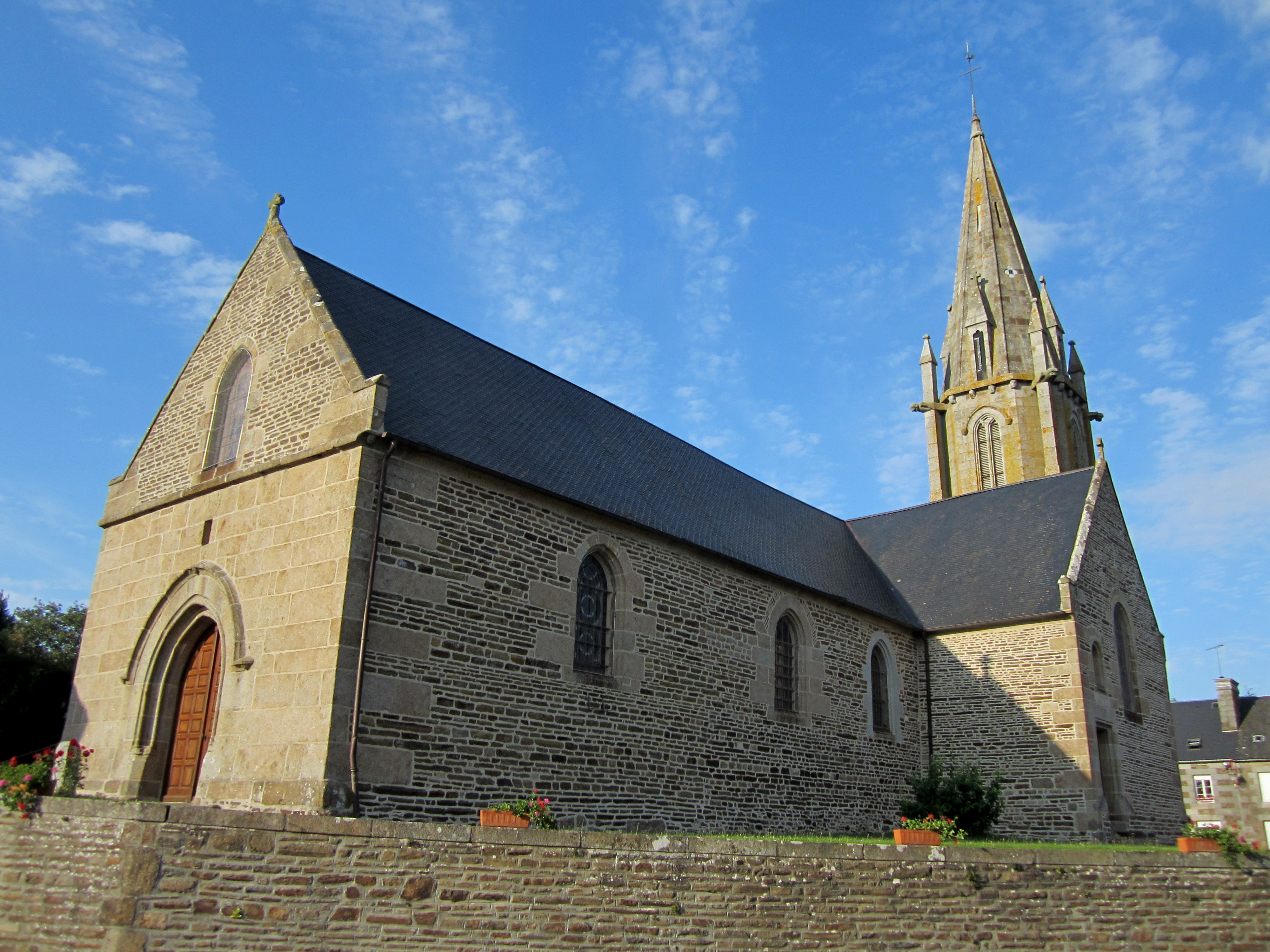
L'église Notre-Dame.

- Ruines de l'abbaye de Savigny-le-Vieux classées partiellement au titre des monuments historiques par décret du 4 juin 1924[54], dont la porte Saint-Louis romane.

L'abbaye fut fondée en 1105 par saint Vital sur des terres de Raoul de Fougères.
En 1140, l'abbaye était à la tête de trente-cinq établissements en Normandie et en Angleterre. De 40 moines à ses débuts, elle en comptera près de 300 à son apogée. Son déclin commencera avec la guerre de Cent Ans, s'accentuera avec les guerres de Religion et la Révolution met fin à son existence.
- Église dédiée à Notre Dame des XVe – XIXe siècles. L'édifice date pour partie du XVe siècle et de 1742 avec des modillons de style roman. La tour est du XIXe siècle. L'édifice abrite une douzaine d'œuvres, dont les stalles, un maître autel du XIXe, un bas-relief éducation de la Vierge, un cénotaphe de saint Vital du XVIIe, un reliquaire du crâne de saint Vital du XIIe, une Vierge à l'Enfant du XIVe et statuaire du XIXe, classées au titre objet aux monuments historiques[56], ainsi qu'une représentation de sainte Barbe sur une fresque[57].
- Oratoire Notre-Dame-de-Pitié au Hurel.
- Croix de cimetière du XVIIe siècle, obélisque surmonté d'une croix du XVIIIe siècle.
- Une vingtaine de croix de chemin dont une du XVIIe siècle.
- Maison atypique à colombage du XIXe siècle, Le Rêve.
- Monument aux morts.
- Ancien moulin.
- La Pierre Blanche à laquelle est attachée une légende.

## Personnalités liées à la commune
- Saint Vital (XIIe siècle), fondateur de l'abbaye de Savigny.
- Savigny est le village d'origine de la famille de Christian Dior, célèbre couturier. Dans les registres paroissiaux de Savigny, on trouve un Jean Dior, né vers 1690. Les Dior sont des ruraux, laboureurs, cultivateurs. L'arrière-grand-père de Christian Dior, Louis Jean Dior, né en 1812 à Savigny-le-Vieux, est successivement serrurier, puis marchand, puis négociant, ce qui montre une élévation dans l'échelle sociale. Il fait le commerce de guano, engrais naturel importé du Pérou ou du Chili et d' autres engrais naturels. Il est élu maire de sa commune en 1865.